# Олександър Абраменко
Олександър Абраменко (на украински: Олександр Володимирович Абраменко) е украински скиор свободен стил (ски акробатика). Роден на 4 май 1988 г. в Первомайский, Украинска народна република, СССР.
Олимпийски шампион в спортната акробатика на зимните олимпийски игри в Пьонгчанг през 2018 г..
Участва на четири Олимпиади – 2006, 2010, 2014 и 2018 години.
Най-доброто му класиране на Световно първенство е 5-о място през 2009 година.
Баща му е бивш футболист.

## Успехи
Олимпийски игри:
- Шампион (1): 2018

## Олимпийски игри
| Олимпийски игри            | Място     | Държава    | дисциплина | класиране |
| -------------------------- | --------- | ---------- | ---------- | --------- |
| Зимни олимпийски игри 2006 | Торино    | Италия     | акробатика | 27-о      |
| Зимни олимпийски игри 2010 | Ванкувър  | Канада     | акробатика | 24-то     |
| Зимни олимпийски игри 2014 | Сочи      | Русия      | акробатика | 6-о       |
| Зимни олимпийски игри 2018 | Пьонгчанг | Южна Корея | акробатика | Злато     |